# Lijst van nummer 1-hits in de Radio 2 Top 30 in 2011
Deze hits stonden in 2011 op nummer 1 in de Vlaamse Radio 2 Top 30.
| Nummer | Datum        | Artiest                 | Titel                        |
| ------ | ------------ | ----------------------- | ---------------------------- |
| 647    | 1 januari    | Hooverphonic            | The night before             |
|        | 8 januari    | Hooverphonic            | The night before             |
|        | 15 januari   | Hooverphonic            | The night before             |
|        | 22 januari   | Hooverphonic            | The night before             |
| 648    | 29 januari   | Bruno Mars              | Grenade                      |
|        | 5 februari   | Bruno Mars              | Grenade                      |
| 649    | 12 februari  | Adele                   | Rolling in the deep          |
|        | 19 februari  | Adele                   | Rolling in the deep          |
|        | 26 februari  | Adele                   | Rolling in the deep          |
|        | 5 maart      | Adele                   | Rolling in the deep          |
|        | 12 maart     | Adele                   | Rolling in the deep          |
|        | 19 maart     | Adele                   | Rolling in the deep          |
|        | 26 maart     | Adele                   | Rolling in the deep          |
|        | 2 april      | Adele                   | Rolling in the deep          |
|        | 9 april      | Adele                   | Rolling in the deep          |
|        | 16 april     | Adele                   | Rolling in the deep          |
| 650    | 23 april     | Hooverphonic            | Anger never dies             |
|        | 30 april     | Hooverphonic            | Anger never dies             |
| 651    | 7 mei        | Jessie J & B.o.B        | Price tag                    |
|        | 14 mei       | Jessie J & B.o.B        | Price tag                    |
| 652    | 21 mei       | Adele                   | Set fire to the rain         |
|        | 28 mei       | Adele                   | Set fire to the rain         |
|        | 4 juni       | Adele                   | Set fire to the rain         |
| 653    | 11 juni      | Kevin                   | She's got moves              |
|        | 18 juni      | Kevin                   | She's got moves              |
| 652    | 25 juni      | Adele                   | Set fire to the rain         |
|        | 2 juli       | Adele                   | Set fire to the rain         |
| 654    | 9 juli       | Bruno Mars              | The Lazy Song                |
| 655    | 16 juli      | Kato                    | The joker                    |
|        | 23 juli      | Kato                    | The joker                    |
| 652    | 30 juli      | Adele                   | Set fire to the rain         |
|        | 6 augustus   | Adele                   | Set fire to the rain         |
|        | 13 augustus  | Adele                   | Set fire to the rain         |
| 656    | 20 augustus  | Elisa Tovati & Tom Dice | Il nous faut                 |
|        | 27 augustus  | Elisa Tovati & Tom Dice | Il nous faut                 |
|        | 3 september  | Elisa Tovati & Tom Dice | Il nous faut                 |
|        | 10 september | Elisa Tovati & Tom Dice | Il nous faut                 |
| 657    | 17 september | Gotye & Kimbra          | Somebody that I used to know |
|        | 24 september | Gotye & Kimbra          | Somebody that I used to know |
|        | 1 oktober    | Gotye & Kimbra          | Somebody that I used to know |
|        | 8 oktober    | Gotye & Kimbra          | Somebody that I used to know |
|        | 15 oktober   | Gotye & Kimbra          | Somebody that I used to know |
|        | 22 oktober   | Gotye & Kimbra          | Somebody that I used to know |
|        | 29 oktober   | Gotye & Kimbra          | Somebody that I used to know |
|        | 5 november   | Gotye & Kimbra          | Somebody that I used to know |
|        | 12 november  | Gotye & Kimbra          | Somebody that I used to know |
|        | 19 november  | Gotye & Kimbra          | Somebody that I used to know |
| 658    | 26 november  | Adele                   | Someone like you             |
|        | 3 december   | Adele                   | Someone like you             |
|        | 10 december  | Adele                   | Someone like you             |
| 659    | 17 december  | Lana Del Rey            | Video games                  |
|        | 24 december  | Lana Del Rey            | Video games                  |
|        | 31 december  | Lana Del Rey            | Video games                  |